# Euterebra macandrewii
Euterebra macandrewii là một loài ốc biển, là động vật thân mềm chân bụng sống ở biển trong họ Terebridae, họ ốc dài.